# Sept-Îles/Lac Rapides Water Aerodrome
Sept-Îles/Lac Rapides Water Aerodrome (TC LID: CSM8) está localizado em Lac des Rapides, próxiomo a Sept-Îles, Quebec, Canadá.
O aeroporto é classificado como um aeroporto de entrada por NAV CANADA e é dotada da Canada Border Services Agency. Agentes da CBSA neste momento aeroporto pode lidar apenas aeronaves da aviação geral, com não mais de 15 passageiros.